# Exequiel Palacios
Exequiel Alejandro Palacios (phát âm tiếng Tây Ban Nha: [ekseˈkjel paˈla.sjos]; sinh ngày 5 tháng 10 năm 1998) là một cầu thủ bóng đá chuyên nghiệp người Argentina hiện đang thi đấu ở vị trí tiền vệ cho câu lạc bộ Bundesliga Bayer Leverkusen và đội tuyển bóng đá quốc gia Argentina.

## Sự nghiệp câu lạc bộ
Palacios là một cầu thủ trẻ đến từ Club Atlético River Plate. Anh ra mắt giải vô địch quốc gia vào ngày 8 tháng 11 năm 2015 trong cuộc đối đầu với Newell's Old Boys.
Palacios xuất hiện lần cuối cùng cho câu lạc bộ thời thơ ấu của mình trong trận chung kết của Copa Argentina vào ngày 13 tháng 12 năm 2019, chơi 79 phút trong chiến thắng 3–0 trước Central Córdoba.

### Bayer Leverkusen
Vào ngày 16 tháng 12 năm 2019, Bayer Leverkusen thông báo rằng Palacios sẽ gia nhập câu lạc bộ vào ngày 1 tháng 1 năm 2020, ký hợp đồng 5 năm rưỡi.

## Sự nghiệp quốc tế
Palacios có trận ra mắt quốc tế cho Argentina vào ngày 8 tháng 9 năm 2018 trong trận giao hữu quốc tế 3–0 trước Đội tuyển bóng đá quốc gia Guatemala.
Vào ngày 12 tháng 11 năm 2020, Palacios bị gãy xương cột sống trong trận hòa 1-1 với Paraguay ở vòng loại World Cup và dự kiến sẽ phải nghỉ thi đấu 3 tháng. Palacios dính chấn thương trong một pha tranh chấp trên không với Angel Romero trong hiệp một trận đấu trên sân La Bombonera và được thay ra bởi Giovani Lo Celso, người đã thực hiện quả phạt góc để Nicolás González đánh đầu gỡ hòa cho Argentina.

## Đời tư
Palacios ban đầu được giới truyền thông chú ý vào tháng 8 năm 2018 với mối quan hệ công khai với người mẫu Instagram Sol Pérez. Nó nhanh chóng được công khai mặc dù vào khoảng thời gian Palacios và Pérez bắt đầu mối quan hệ của họ, Palacios cũng đã bắt đầu hẹn hò với nữ diễn viên, ca sĩ và vũ công nghiệp dư Juliana Orellano. Cả Pérez và Orellano đều nhanh chóng chấm dứt mối quan hệ với Palacios sau khi biết anh hẹn hò với người kia. Tuy nhiên, có nhiều kịch tính hơn khi vào ngày 21 tháng 8, người ta biết rằng Palacios đã có mối quan hệ với một người bạn hàng xóm Karen Gramajo, một thợ làm móng, trong bốn năm. Cả ba người phụ nữ đều tức giận lên mạng xã hội để phản đối sự không trung thành của Palacios.

## Thống kê sự nghiệp

### Câu lạc bộ
Tính đến ngày 17 tháng 5 năm 2025
| Câu lạc bộ          | Mùa giải            | Giải vô địch               | Giải vô địch | Giải vô địch | Cúp  | Cúp | Châu lục | Châu lục | Khác | Khác | Tổng cộng | Tổng cộng |
| Câu lạc bộ          | Mùa giải            | Hạng đấu                   | Trận         | Bàn          | Trận | Bàn | Trận     | Bàn      | Trận | Bàn  | Trận      | Bàn       |
| ------------------- | ------------------- | -------------------------- | ------------ | ------------ | ---- | --- | -------- | -------- | ---- | ---- | --------- | --------- |
| River Plate         | 2015                | Argentine Primera División | 1            | 0            | –    | –   | –        | –        | –    | –    | 1         | 0         |
| River Plate         | 2016                | Argentine Primera División | 1            | 0            | –    | –   | –        | –        | –    | –    | 1         | 0         |
| River Plate         | 2016–17             | Argentine Primera División | 8            | 0            | 1    | 1   | 0        | 0        | –    | –    | 9         | 1         |
| River Plate         | 2017–18             | Argentine Primera División | 9            | 2            | 3    | 0   | 1        | 0        | –    | –    | 13        | 2         |
| River Plate         | 2018–19             | Argentine Primera División | 14           | 1            | 9    | 2   | 11       | 1        | 4    | 0    | 38        | 4         |
| River Plate         | 2019–20             | Argentine Primera División | 15           | 1            | 6    | 2   | 9        | 0        | –    | –    | 30        | 3         |
| River Plate         | Tổng cộng           | Tổng cộng                  | 48           | 4            | 19   | 5   | 21       | 1        | 4    | 0    | 92        | 10        |
| Bayer Leverkusen    | 2019–20             | Bundesliga                 | 3            | 0            | 2    | 0   | 2        | 0        | —    | —    | 7         | 0         |
| Bayer Leverkusen    | 2020–21             | Bundesliga                 | 9            | 0            | 2    | 0   | 2        | 0        | —    | —    | 13        | 0         |
| Bayer Leverkusen    | 2021–22             | Bundesliga                 | 23           | 2            | 2    | 0   | 7        | 1        | —    | —    | 32        | 3         |
| Bayer Leverkusen    | 2022–23             | Bundesliga                 | 25           | 4            | 1    | 0   | 8        | 1        | —    | —    | 34        | 5         |
| Bayer Leverkusen    | 2023–24             | Bundesliga                 | 24           | 4            | 3    | 2   | 9        | 0        | —    | —    | 36        | 6         |
| Bayer Leverkusen    | 2024–25             | Bundesliga                 | 24           | 1            | 4    | 0   | 10       | 0        | 0    | 0    | 38        | 1         |
| Bayer Leverkusen    | Tổng cộng           | Tổng cộng                  | 108          | 11           | 14   | 2   | 38       | 2        | 0    | 0    | 160       | 15        |
| Tổng cộng sự nghiệp | Tổng cộng sự nghiệp | Tổng cộng sự nghiệp        | 156          | 15           | 33   | 7   | 59       | 3        | 4    | 0    | 252       | 25        |

1. 1 2 3  Ra sân tại Copa Libertadores
2. ↑  Hai lần ra sân tại Recopa Sudamericana và hai lần ra sân tại FIFA Club World Cup
3. 1 2 3 4  Số lần ra sân tại UEFA Europa League
4. ↑  Hai lần ra sân tại UEFA Champions League, sáu lần ra sân vào một bàn thắng tại UEFA Europa League
5. ↑  Số lần ra sân tại UEFA Champions League

### Quốc tế
Tính đến ngày 11 tháng 6 năm 2025
| Đội tuyển quốc gia | Năm       | Trận | Bàn |
| ------------------ | --------- | ---- | --- |
| Argentina          | 2018      | 2    | 0   |
| Argentina          | 2019      | 2    | 0   |
| Argentina          | 2020      | 2    | 0   |
| Argentina          | 2021      | 11   | 0   |
| Argentina          | 2022      | 6    | 0   |
| Argentina          | 2023      | 5    | 0   |
| Argentina          | 2024      | 4    | 0   |
| Argentina          | 2025      | 4    | 0   |
| Tổng cộng          | Tổng cộng | 36   | 0   |

## Danh hiệu

### Câu lạc bộ
River Plate
- Copa Argentina: 2016–17, 2018–19
- Copa Libertadores: 2018[11]
- Recopa Sudamericana: 2019[12]

Bayer Leverkusen
- Bundesliga: 2023–24[13]
- DFB-Pokal: 2023–24[14]

### Quốc tế
- FIFA World Cup: 2022[15]
- Copa América: 2021, 2024[16]
- CONMEBOL–UEFA Cup of Champions: 2022[17]